# Maciej Kilarski

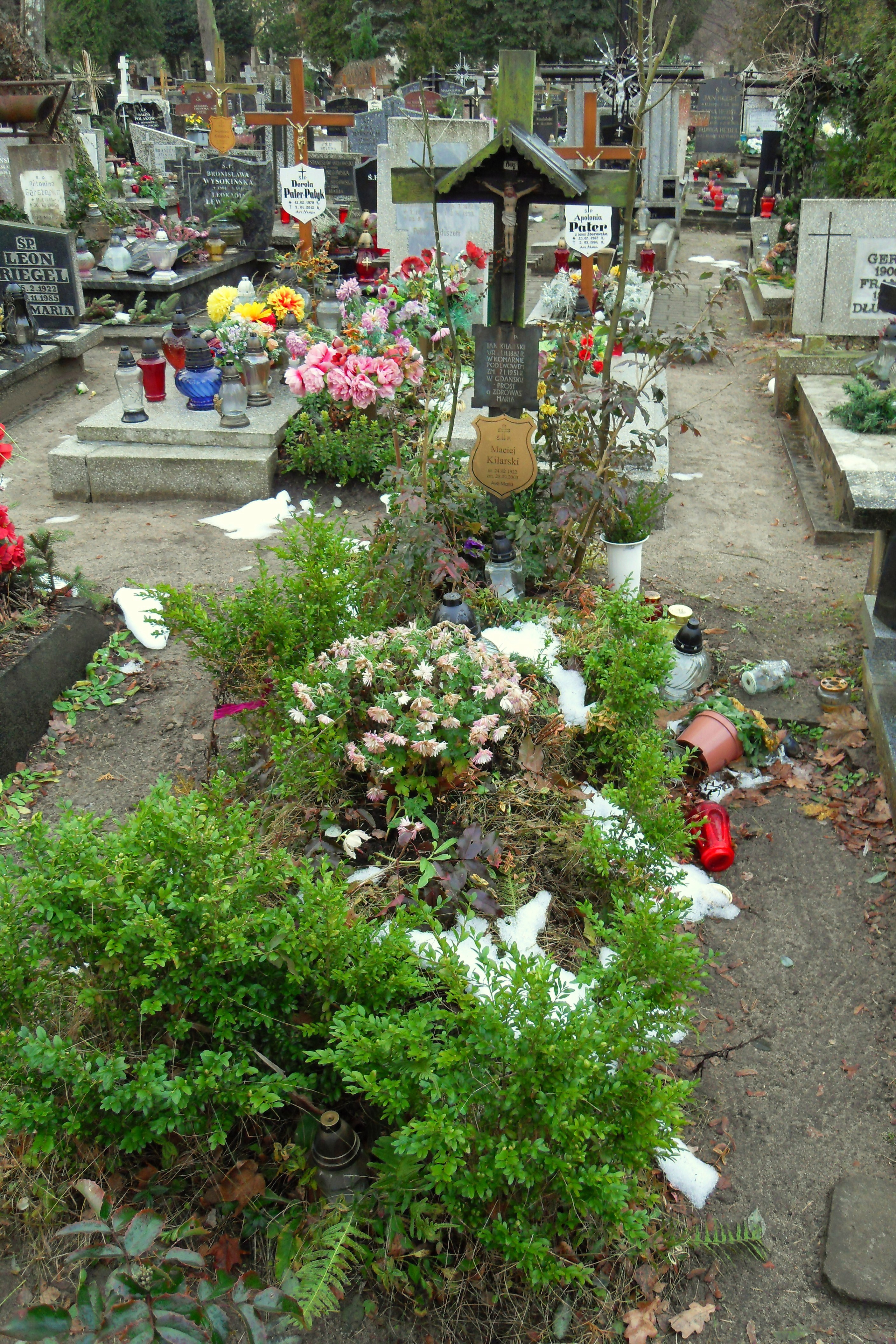
Grób na cmentarzu Oliwskim

Maciej Przemysław Kilarski (ur. 24 lutego 1922 w Poznaniu, zm. 28 września 2003 w Gdańsku) – konserwator zabytków, historyk sztuki i muzealnik. Jego zawodowe życie kojarzone jest przede wszystkim z Muzeum Zamkowym w Malborku, gdzie pracował przez 32 lata.

## Życiorys
Urodził się 24 lutego 1922 w Poznaniu, syn Jana Kilarskiego. Edukację gimnazjalną odbył w Gimnazjum i Liceum im. Sułkowskich w Rydzynie, gdzie dał się poznać jako utalentowany rysownik. W 1929 z ojcem i siostrą odwiedził Włochy. W czasie okupacji niemieckiej wraz z rodzicami osiedlił się we Lwowie. Na tamtejszej politechnice rozpoczął studia architektoniczne, które kontynuował po wojnie w Krakowie na Uniwersytecie Jagiellońskim. Uzupełnił tam też swoją wiedzę o studia z zakresu historii sztuki, po czym na dobre rozpoczął przygodę z zabytkami. Jego pierwszym projektem badawczym była architektura pocysterskiego opactwa w Rudach Raciborskich. We wczesnych latach powojennych jego zainteresowania skupiły się na zburzonym Starym Mieście w Gdańsku. W latach 40. przeniósł się do tego miasta i tam też pozostał do końca swoich dni. W latach 50. zaangażował się w odbudowę historycznego Głównego Miasta. Doświadczenie wyniesione z Gdańska okazało się niezwykle przydatne w największej przygodzie jego życia, jaką był Zamek w Malborku. Z Malborkiem związał się już pod koniec lat 50. 
Był pierwszym polskim badaczem architektury zamku po II wojnie światowej. W latach 1961–1992 pracował jako kustosz a później też jako kurator Muzeum Zamkowego. Jego wieloletnia służba dla zamku przyniosła mu miano legendy Malborka. Mieszkał w Oliwie, skąd codziennie dojeżdżał do pracy pociągiem.
Był mężem Ewy Totwen oraz ojcem Grażyny Totwen-Kilarskiej.
Pochowany został na cmentarzu w Gdańsku-Oliwie (kwatera 13-14-9).

## Upamiętnienie
Od 2014 jest patronem malborskiego bulwaru biegnącego u stóp Zamku Krzyżackiego, wzdłuż Nogatu.